# Подзакшувек
Подзакшувек (пол. Podzakrzówek) — село в Польщі, у гміні Тчув Зволенського повіту Мазовецького воєводства.
Населення — 342 особи (2011).
У 1975-1998 роках село належало до Радомського воєводства.

## Демографія
Демографічна структура станом на 31 березня 2011 року:
|          | Загалом | Допрацездатний вік | Працездатний вік | Постпрацездатний вік |
| -------- | ------- | ------------------ | ---------------- | -------------------- |
| Чоловіки | 170     | 44                 | 112              | 14                   |
| Жінки    | 172     | 45                 | 97               | 30                   |
| Разом    | 342     | 89                 | 209              | 44                   |